# 沼地毛茛
沼地毛茛（学名：Ranunculus radicans）为毛茛科毛茛属下的一个种。

## 扩展阅读
- 維基物種上的相關：沼地毛茛